# ShinMaywa US-2
ShinMaywa US-2 — японський літак-амфібія короткого зльоту та посадки (КЗП), розроблений компанією ShinMaywa  на замовлення Військово-морських Сил Самооборони Японії для виконання пошуково-рятувальних (англ. Search and rescue — SAR) місій та боротьби з підводними човнами. Він був розроблений на основі попереднього пошуково-рятувального гідролітака Shin Meiwa US-1A.
Літак створений з використанням технології контролю приграничного шару для протидії відокремленню повітряного потоку від поверхні крила, що забезпечує зменшення його аеродинамічного опору з одночасним збільшенням підіймальної сили, покращуючи тим характеристики КЗП без погіршення поведінки на крейсерській швидкості. Літак здатний літати з дуже малими швидкостями, починаючи з 90 км/год. Як літак КЗП має найкращі показники порівняно з аналогами: при максимальній злітній масі в 43 тонни відривається від води після пробігу 280 м, а приводнюватися може на відстані 330 м. Конфігурація корпусу дозволяє йому сідати на воду завглибшки до 3 м. Додатково US-2 також можна використовувати як протипожежний літак, який здатен помістити 15 тонн води для цієї місії. 
Перший серійний ShinMaywa US-2 був поставлений Міністерству оборони Японії 2009 року.

## Проєктування й виробництво
Розроблення проєкту під назвою US-1A Kai розпочалося 1996 року як модернізація попередника Shin Meiwa US-1A на замовлення Військово-морських Сил Самооборони Японії. Виробництво здійснювалося кількома японськими авіаційними компаніями. Головним підрядником у жовтні 1996 року було призначено компанію ShinMaywa у співпраці з Mitsubishi Group, Kawasaki Heavy Industries, NIPPI Corporation. За участю приблизно 1500 японських виробників уся авіаційна промисловість Японії об'єдналася для реалізації цього масштабного проєкту. Основні вимоги технічного завдання полягали в поліпшенні маневреності під час зльоту і посадки, аеродинаміки літака, герметичності корпусу планера, створенні комфортніших умов транспортування людей, пацієнтів, збільшенні дальності польоту для розширення рятувальних можливостей. Найбільшу складність для розробників становила вимога зменшення маси літака, тому команда доклала значних зусиль, щоб зменшити масу кожної окремої деталі, аж поки максимальна маса літака для умов зльоту з води й приводнення не сягнула 43,0 тонн. Виконання цих вимог потребувало такої глибокої модернізації, що відповідало радше створенню нового літака, а не еволюції попередника. Розроблення US-2 зайняло майже вісім років.
Виробництво амфібії ShinMaywa US-2 здійснювалося й продовжує здійснюватися компанією ShinMaywa у кооперації з кількома японськими компаніями: Mitsubishi Group виготовляє зовнішні секції крила та задню частину мотогондол двигунів, Kawasaki Heavy Industries — кабіну пілота, NIPPI Corporation — водонепроникні корпуси шасі. Завершальне складання корпусу US-2 виконують на заводі «Конан» компанії ShinMaywa Industries в Кобе. Потужності заводу дозволяють одночасно виробляти лише два літаки, що сповільнює темп виробництва.
18 грудня 2003 року в Кобе відбувся перший випробувальний політ літака-амфібії, який згодом отримав назву ShinMaywa US-2. Запланований спочатку на серпень, він був відкладений через несправність повітропроводу двигуна та інші технічні проблеми. Після успішного першого польоту перший прототип літака передали Міністерству оборони в березні 2004 року, а другий прототип — у грудні того ж року. Після технічно-сервісних випробувань перших двох моделей, які тривали приблизно три роки на авіабазі Івакуні, амфібію офіційно передали Морським силам самооборони для продовження експлуатаційних випробувань. За результатами технічно-сервісних випробувань Міністерства оборони конструкцію літака частково модифікували. Повномасштабне виробництво розпочалося у квітні 2007 року, а перші льотні випробування — у грудні 2008 року. 2009 року перший серійний US-2, обладнаний для пошуково-рятувальної місії, передали Міністерству оборони Японії. На початку 2007 року компанія ShinMaywa офіційно запустила комерційне виробництво амфібії.

## Особливості конструкції

### Удосконалення відносно попередника

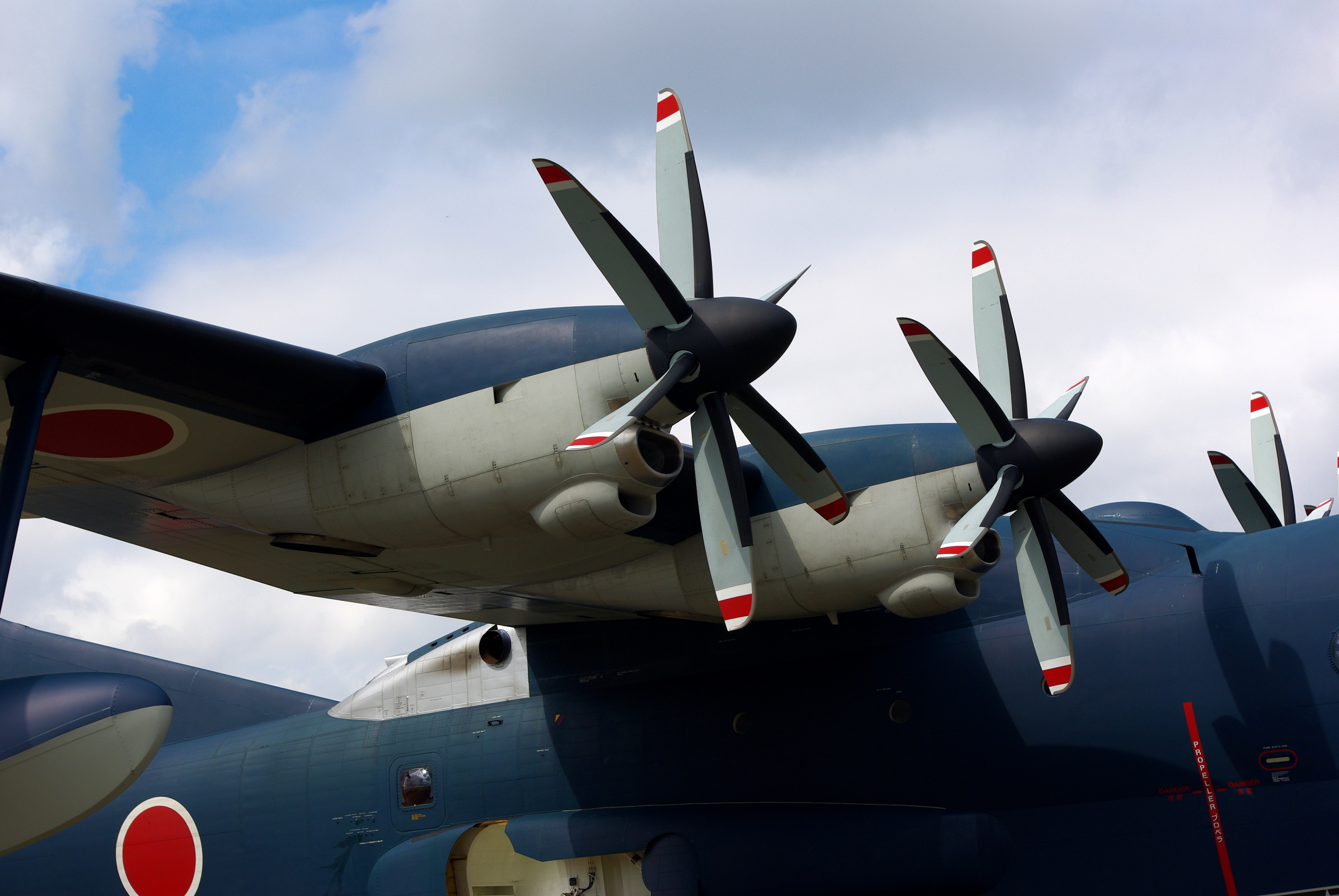
Двигуни Rolls-Royce AE 2100J з 6-лопатевими пропелерами Dowty R414

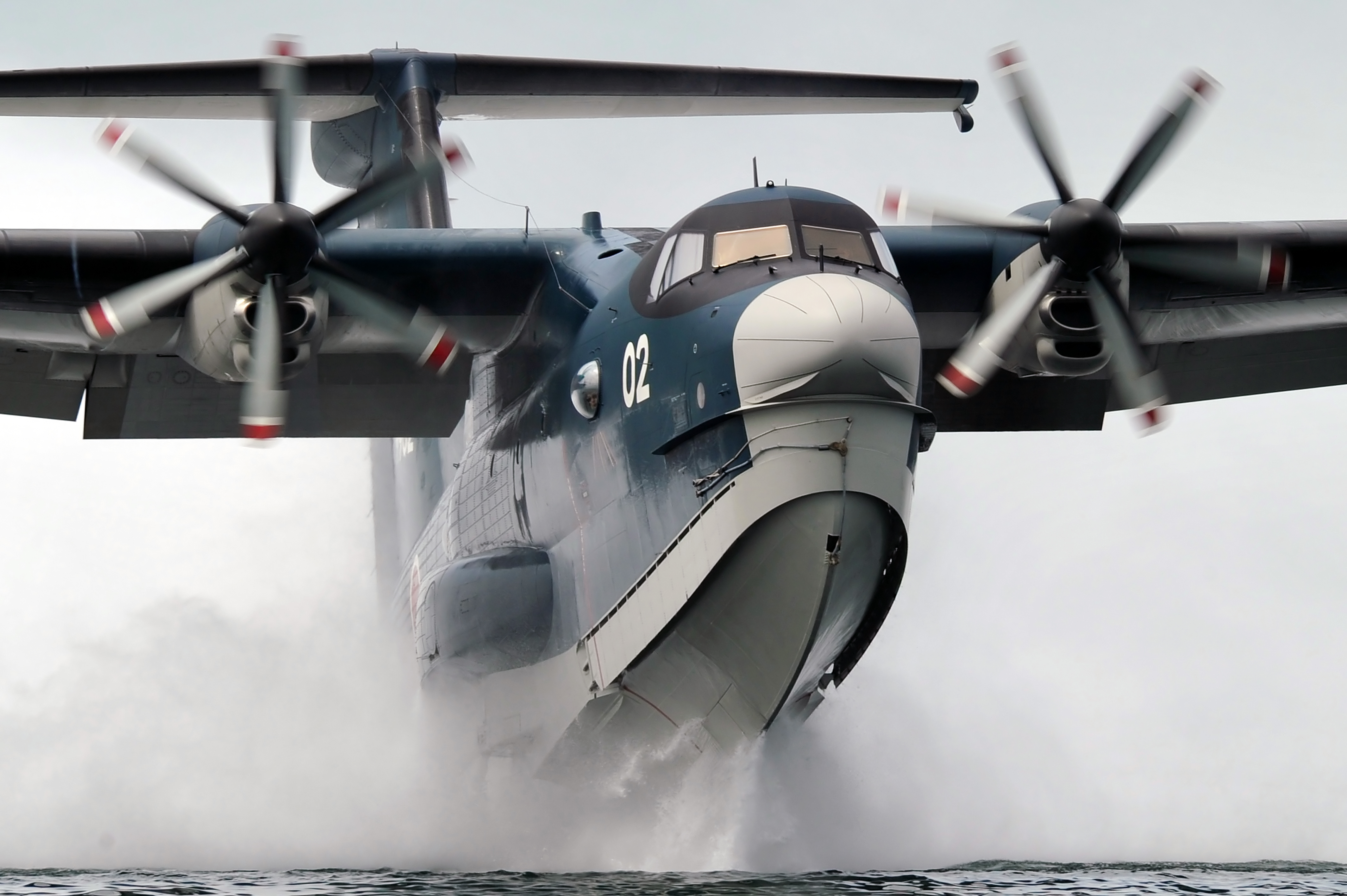
Унікальні дефлектори придушення бризок

На додаток до кращих льотних характеристик літак-амфібія US-2 порівняно з попередником US-1 має численні удосконалення для безпечнішої експлуатації навіть за несприятливих погодних умов:
- комп'ютеризовану електродистанційну систему керування польотом;
- електронну інтегровану панель приладів з повноколірними дисплеями у скляній кабіні;[7]
- комп'ютерні системи навігації та управління польотом  Fly-by-wire[en], які замінюють традиційні механічні та гідравлічні зв'язки між органами управління пілота та сервоприводами, що відхиляють поверхні керування літаком (елерони, стерна висоти й напрямку тощо), на електричні сигнали, чим підвищують безпеку й контрольованість польоту;
- герметичний салон для висотних польотів, щоб створити комфортніші умови перевезення потерпілих та пацієнтів;
- потужніші двигуни Rolls-Royce AE 2100J з 6-лопатевими пропелерами Dowty R414;
- полегшене крило;
- оригінальний пригнічувач бризок і бризкозахисну смугу, які забезпечують відмінні морехідні якості, запобігаючи пошкодженню планера при посадці на воду.

Технологія контролю приграничного шару, яка забезпечує збільшення підіймальної сили, дозволяє амфібії здійснювати зліт і посадку на воді на гранично низькій швидкості 90 км/год (що менша така швидкість, то менша небезпека пошкодження корпусу від ударів хвиль або течій). Здатність злітати та сідати на бурхливу водну поверхню з хвилями заввишки до 3 метрів виводить амфібію US-2 на передову позицію за цим показником.

### Система контролю приграничного шару

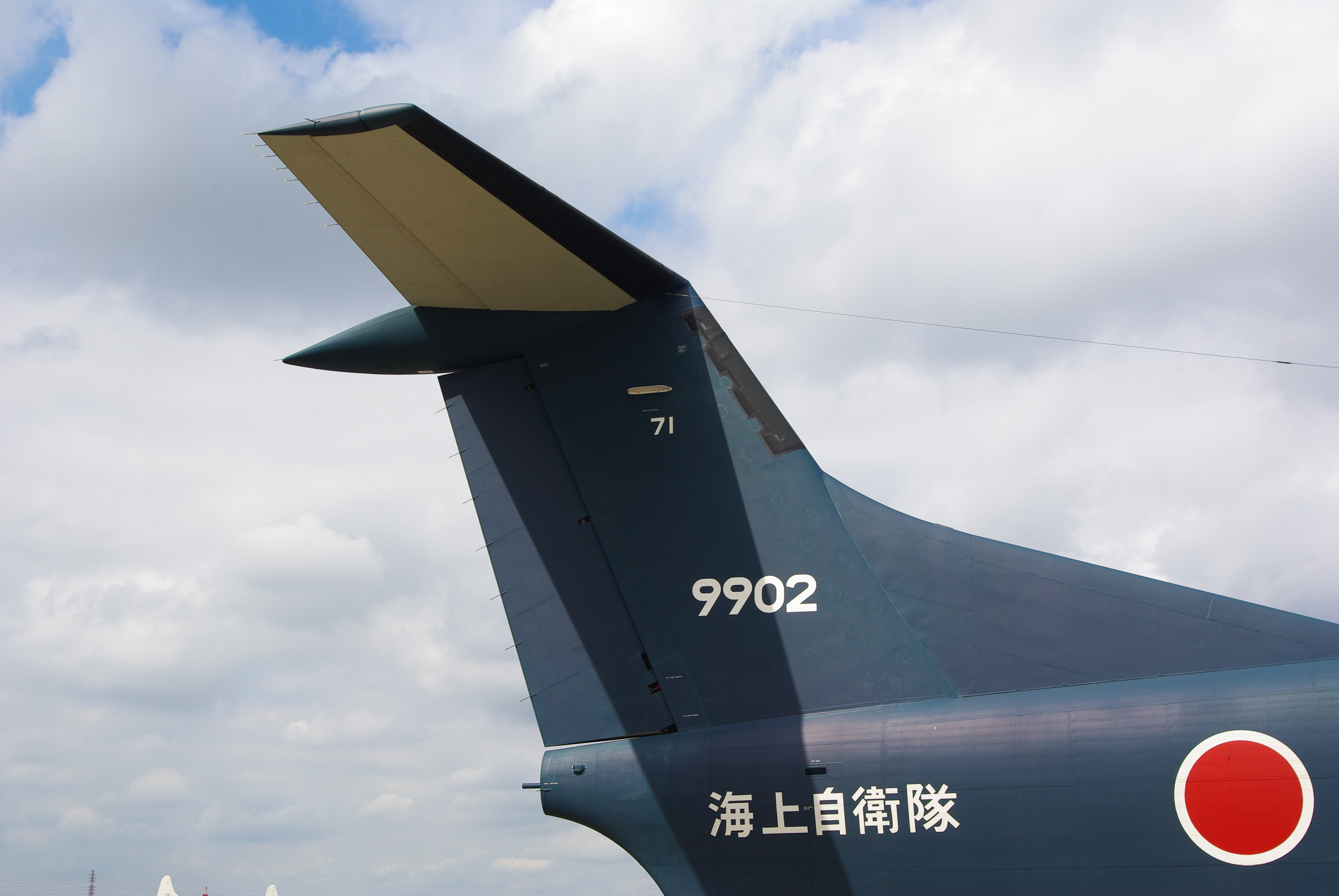
Т-подібне хвостове оперення ShinMaywa US-2

ShinMaywa US-2 — єдина у світі амфібія свого класу, оснащена системою контролю приграничного шару (англ. Boundary Layer Control) (BLC), завдяки чому може летіти на малих швидкостях (близько 90 км/год), злітати й приводнюватися на коротких відстанях.
Стиснене повітря для забезпечення контролю приграничного шару створює окремий спеціальний турбовальний двигун LHTEC T800 потужністю 1017 кВт, який виробляється для гвинтокрилів компанією LHTEC (Light Helicopter Turbine Engine Company) — спільним підприємством Rolls-Royce і Honeywell. Стиснене повітря внутрішнього обдування від компресора подається через систему каналів на передні крайки закрилків, протидіючи утворенню турбулентного шару та відриванню повітряного потоку від верхньої поверхні закрилків. Зовнішнє обдування закрилків забезпечується потоком повітря від пропелерів двигунів. Поєднання ефектів внутрішнього й зовнішнього обдування збільшує підіймальну силу крила літака, покращує характеристики польоту літака на малих швидкостях, дозволяє зменшити швидкість приземлення й скоротити дистанцію заходження літака на посадку. Стиснене повітря від компресора турбовального двигуна через систему внутрішніх каналів подається на стерна висоти й напрямку Т-подібного хвостового оперення, забезпечуючи стабільність польоту й кращу керованість літаком.

### Інші особливості конструкції

#### Переваги

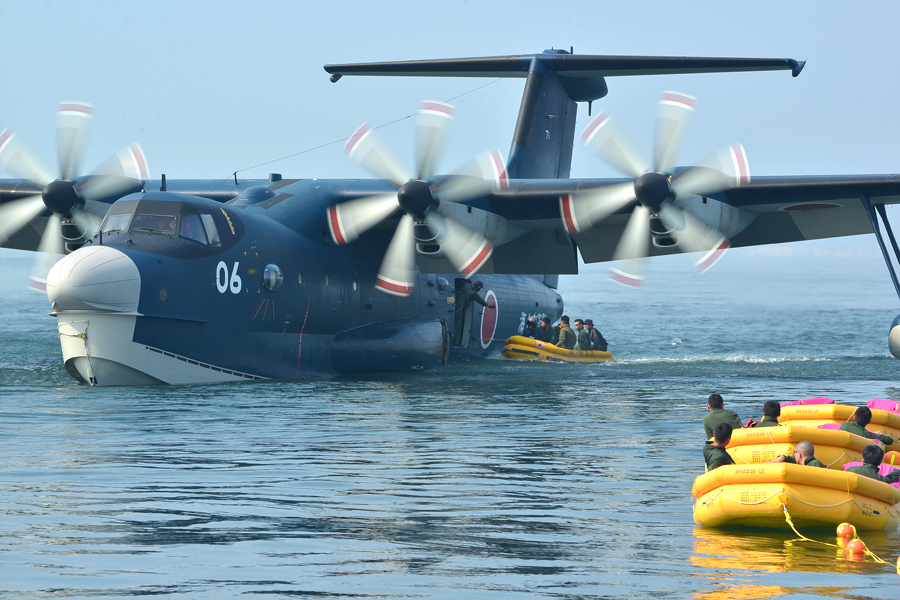
Тренування приймання на борт з рятувальних човнів «потерпілих»

- Конструкція US-2 витримує жорсткі умови морського середовища: ударні, згинальні та втомні навантаження від хвиль під час штормової негоди. Захист від тривалої дії агресивного середовища солоної води забезпечують корозійнотривкі матеріали та захисні покриття.[10]
- Міцне висувне шасі дозволяє амфібії здійснювати не тільки приводнення, але й приземлення на суші.[10]
- Планер US-2 може поміщати у вантажному відсіку пару надувних човнів із жорстким корпусом, які екіпаж може спускати на воду чи підіймати на борт через бічні двері вручну або за допомогою механічної лебідки, яка кріпиться на кронштейні зверху над дверима. Човни можуть використовуватися для висаджування людей на берег або на кораблі з метою надання допомоги чи контролю, для приймання на борт амфібії хворих та потерпілих.[11]

#### Обмеження
- Амфібія US-2 не оснащена приладами нічного бачення, що обмежує можливості проведення нічних пошуково-рятувальних робіт.
- Дозаправлення паливом може здійснюватися лише на суші та на морі, натомість відсутнє устаткування для дозаправлення в повітрі.
- US-2 поставляється без зовнішнього озброєння, без задньої вантажної рампи для потенційного скидання піддонів із необхідним вантажем.[11]

### Зіставлення характеристик з попередником
| Тип літака                                               | ShinMaywa US-1 A                                                                 | ShinMaywa US-2                                                                                              |
| -------------------------------------------------------- | -------------------------------------------------------------------------------- | --- |
| Зовнішній вигляд в польоті                               |                                                                                  | |
| Перший політ, рік                                        | 5 жовтня 1967                                                                    | 18 грудня 2003                                                                                              |
| Прийнятий на озброєння, рік                              | 1971                                                                             | 2009 |
| Екіпаж                                                   | 2 пілоти, бортінженер, навігатор, радіооператор, оператор радара, 2 спостерігачі | 2 пілоти, координатор пошуково-рятувальних робіт, 2 техніки, 3 водолази, 2 парамедики, 1 оператор апаратури |
| Місткість                                                | 20 пасажирів або 12 носилок                                                      | 20 пасажирів або 12 носилок                                                                                 |
| Габаритні розміри                                        |                                                                                  | |
| розмах крила, м                                          | 33,2                                                                             | 33,2 |
| довжина, м                                               | 33,46                                                                            | 33,46 |
| висота, м                                                | 9,96                                                                             | 9,80 |
| площа крила, м2                                          | 135,82                                                                           | 135,82 |
| Маса, кг                                                 |                                                                                  | |
| порожнього                                               | 23 300                                                                           | 25 630 |
| завантаженого                                            | 36 000                                                                           | 55 149 |
| максимальна зльоту із суші                               | 45 000                                                                           | 47 700 |
| максимальна зльоту із води                               | 43 000                                                                           | 43 000 |
| Силова установка                                         |                                                                                  | |
| турбогвинтовий двигун                                    | Ishikawajima-Harima / General Electric T64-IHI-10J                               | Rolls-Royce AE 2100 D3                                                                                      |
| потужність, кВт                                          | 4 х 2 605                                                                        | 4 х 3 424                                                                                                   |
| пропелер                                                 | 3-лопатний Sumitomo Hamilton Standard 63E60-27                                   | 6-лопатний Dowty R414                                                                                       |
| турбовальний двигун стисненого повітря                   | Ishikawajima-Harima T58-IHI-8B BLC                                               | LHTEC T800                                                                                                  |
| потужність, кВт                                          | 1 х 1250                                                                         | 1 х 1 017                                                                                                   |
| Експлуатаційні параметри                                 |                                                                                  | |
| максимальна швидкість, км/год                            | 511                                                                              | 563 |
| крейсерська швидкість, км/год                            | 426 на висоті 3050 м                                                             | 483 на висоті 6096 м                                                                                        |
| швидкість звалювання, км/год                             | -                                                                                | 90 |
| дальність, км                                            | 3817                                                                             | 4667 |
| стеля, км                                                | 7195                                                                             | 7195 |
| дистанція зльоту із суші з максимальною злітною масою, м | 655                                                                              | 491 |
| дистанція приземлення з максимальною злітною масою, м    | 810                                                                              | 1494 |
| дистанція зльоту з води, м                               | 555                                                                              | 280 |
| дистанція приводнення, м                                 | 220                                                                              | 329 |

## Застосування
Спектр потенційного застосування літаків-амфібій ShinMaywa US-2 широкий: від боротьби з незаконним рибальством і розвідки морського середовища до надання допомоги під час стихійних лих.

### Рятувально-пошукова функція

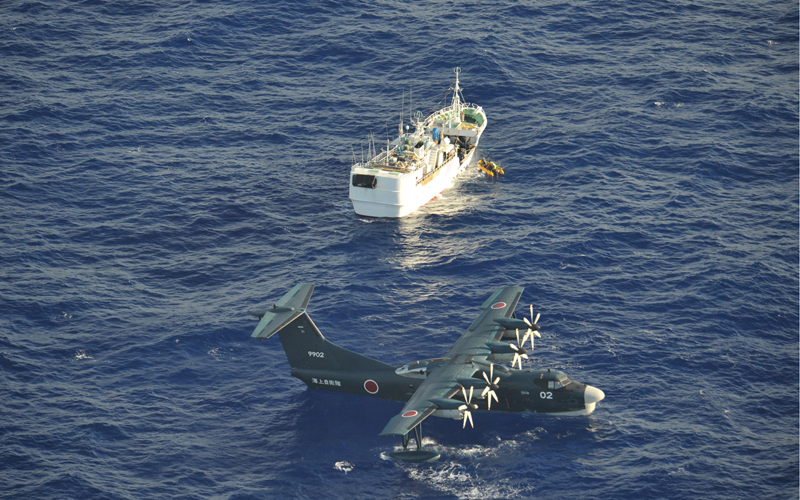
Рятувальна операція у відкритому морі

Пошуково-рятувальний літак-амфібія ShinMaywa US-2 відіграє важливу роль під час рятувальних операцій у відкритому морі й екстреного транспортування потерпілих з суден чи віддалених островів. Удосконалення двигунів та впровадження герметичної кабіни збільшило швидкість та дальність польоту літака US-2 порівняно з попередньою моделлю US-1A. Ці вдосконалення уможливили проведення рятувальних робіт на ще більшій території. Максимальна швидкість 480 км/год і дальність польоту 4 700 кілометрів дозволяють US-2 проводити пошуково-рятувальні операції на півночі до південного краю півострова Камчатка, на півдні до острова Мінданао на Філіппінах і найсхіднішої точки Японії — острова Мінамі-Торісіма. Наприклад, US-2 регулярно використовується як літак невідкладної допомоги для транспортування пацієнтів з островів Огасавара (1000 км на південь від Токіо) до лікарень на материку. Літак продемонстрував екстрену медичну евакуацію з найсхіднішої точки Японії, острова Мінамі-Торісіма, який розташований за 1800 км від материкової Японії та не має належного медичного обладнання.
Обов'язки з пошуково-рятувальних операцій покладені на 71-шу льотну ескадрилью Військово-морських сили Самооборони Японії зі штаб-квартирою на авіабазі Івакуні. Ескадрилья станом на 2024 рік мала на озброєнні сім літаків: п'ять US-2 і два US-1A. Екіпаж кожного літака зазвичай складається з 11 членів: двох пілотів, одного координатора пошуково-рятувальних робіт, двох осіб бортового технічного персоналу, трьох водолазів, двох парамедиків й одного оператора вимірювальної апаратури. Два літаки-амфібії 71-ї льотної ескадрильї зазвичай базуються на авіабазі Ацугі, щоб забезпечити швидке реагування й розширити зону порятунку в усіх морських районах Японії. Літаки ескадрильї постійно перебувають у стані готовності, що дозволяє їм злетіти протягом години після повідомлення про аварію чи інший інцидент на морі.
Літаки-амфібії у складі флоту Морських сил самооборони Японії станом на 2024 рік здійснили понад 960 польотів з метою пошуку й порятунку екіпажів рибальських човнів, вантажних суден, які потрапили в аварії, літаків, які аварійно сіли на воду, та екстреного транспортування потерпілих після стихійних лих чи хворих пацієнтів з віддалених островів, де відсутні аеродроми. Вони врятували багато осіб, серед яких найвідоміші — телеведучий Сінбо Дзіро, яхтсмен Міцухіро Івамото — перший незрячий яхтсмен, який переплив Тихий океан 2019 року. Його перша спроба здійснити подорож у 2013 році закінчилася невдачею після того, як яхта «Eorasu Issue» 21 червня 2013 року зіткнулася з китом і затонула. Його врятували японські військовики на літаку ShinMaywa US-2. Станом на 2019 рік було врятовано 800 осіб.

### Транспортна функція
Завдяки транспортним можливостям US-2 можуть доставляти медичні та гуманітарні вантажі на віддалені острови, де відсутні аеродроми, на кораблі в морі в надзвичайних ситуаціях, брати участь у миротворчих операціях ООН. Для таких острівних країн, як Індонезія та Філіппіни, літаки-амфібії US-2 можуть бути трансформовані в пасажирські літаки місткістю в 38 посадкових місць, які можуть експлуатуватися без наземної злітно-посадкової смуги з можливістю злітати й сідати на воду на надзвичайно малій відстані та налагодити екологічно чисте повітряне сполучення між віддаленими острівними територіями.
Як приклад, варіант пасажирського повітряного сполучення між Токіо та Тітідзіма — найбільшим з групи островів Оґасавара, який має статус національного парку, — передбачає подолання відстані між ними за 1000 км приблизно за 150 хвилин. Тривалість повітряної подорожі порівняно з морською на кораблі скорочується удесятеро.

### Функція пожежогасіння
Компанія ShinMaywa представила технічні характеристики протипожежного варіанту амфібії. Амфібія US-2, модифікована для гасіння пожеж, може приблизно за 20 секунд заповнити 15-тонний танк водою, набираючи її з поверхні озера, океану тощо, і прицільно скинути її з повітря на ділянку пожежі. Такий запас води майже у 20 разів перевищує об'єм води звичайного пожежного гелікоптера. У разі великої пожежі US-2 може багаторазово повторювати скидання води на місце пожежі. Протипожежний варіант амфібії US-2 ефективний у боротьбі з міськими пожежами, які виникають під час сильних землетрусів чи цунамі, лісовими пожежами у важкодоступних гірських районах, куди не можуть дістатися пожежні машини.
Організація Об'єднаних Націй розглядає можливість створення системи міжнародного співробітництва у сфері пожежогасіння з повітря. Багато країн мають парк літаків для гасіння лісових та міських пожеж; зокрема, Канада має 54 літаки, Італії — 24, Іспанії — 21. Участь Японії у такому співробітництві посилила б дієвість міжнародної системи пожежогасіння завдяки високій продуктивності амфібій US-2, які на відміну від наземних літаків поповнюють бак водою набагато швидше, що скорочує час прибуття до місця пожежі. 

### Інцидент
28 квітня 2015 року літак ShinMaywa US-2 31-ї ескадрильї Морських сил самооборони Японії з 19 членами екіпажу зазнав аварії під час тренувань у Тихому океані приблизно за 40 км на північний схід від мису Асізурі в префектурі Коті. Хвиля вдарила по правому борту, коли літак був на поверхні води, зламала поплавок і відірвала один двигун, внаслідок чого US-2 занурився в море носом вперед. Усі члени екіпажу врятувалися на рятувальній шлюпці, четверо з них були поранені. Літак отримав пошкодження, які неможливо відновити.

## Аналоги
Лише чотири країни виробляють літаки-амфібії цього класу: Японія — US-2, Канада — CL-415 (De Havilland Canada DHC-515), Китай — AVIC AG600, Росія — Бе-200. Вони відрізняються за розмірами та характеристиками, за більшістю з яких US-2 має перевагу над аналогами. 
| Країна, тип літака                            | Японія, ShinMaywa US-2              | Канада, Bombardier 415                        | Республіка Китай, AVIC AG600 | Росія, Бе-200           |
| --------------------------------------------- | ----------------------------------- | --------------------------------------------- | ---------------------------- | ----------------------- |
| Зовнішній вигляд                              |                                     |                                               |                              |                         |
| Двигун                                        | Турбогвинтовий Rolls-Royce AE 2100J | Турбогвинтовий Pratt & Whitney Canada PW123AF | Турбогвинтовий WJ-6 (АІ-20)  | Турбореактивний Д-436ТП |
| Потужність                                    | 4 х 3 424 кВт                       | 2 х 1 686 кВт                                 | 4 х 3 805 кВт                | Тяга 2 х 7500 кгс       |
| Пропелер                                      | 6-лопатний Dowty R414               | 4-лопатний Hamilton Sundstrand 14SF-19        | 6-лопатний                   | -                       |
| Довжина, м                                    | 33,4                                | 19,8                                          | 36.9                         | 31,4                    |
| Висота, м                                     | 9,8                                 | 8,9                                           | 12,1                         | 8,9                     |
| Розмах крила, м                               | 33,2                                | 28,6                                          | 38.8                         | 32,8                    |
| Площа крила, м2                               | 135,8                               | 100,0                                         | -                            | 117,4                   |
| Максимальна злітна маса, кг                   | 47 700                              | 19 900                                        | 53 500                       | 41 000                  |
| Крейсерська дальність, км                     | Понад 4 700                         | 2 426                                         | 4 500                        | 3 300                   |
| Крейсерська висота, м                         | 7 195                               | 3 048                                         | 6 000                        | 7 986                   |
| Крейсерська швидкість, км/год                 | 480                                 | 278                                           | 560                          | 560                     |
| Відстань злету з води, м                      | 280                                 | 808                                           | 1 500                        | 1 000                   |
| Відстань приводнення, м                       | 330                                 | 665                                           | -                            | 1 300                   |
| Допустима висота хвилі під час приводнення, м | 3                                   | 1,8                                           | 2,0～2,8 м                   | 1,2                     |

## Експортні пропозиції на міжнародний ринок
Оперативний успіх і розширені можливості амфібії ShinMaywa US-2 привернули увагу міжнародної спільноти. Декілька країн із великою морською зоною висловили інтерес до придбання літака через його універсальність і ефективність у пошуково-рятувальних, розвідувальних і гуманітарних місіях. Мілітарне посилення Китаю, зокрема, його екстериторіальні претензії, що створює напруженість в Індо-Тихоокеанському регіоні, додають країнам цього регіону вагомий аргумент щодо потреби мати в своєму підпорядкуванні потужні літаки-амфібії. Китай самостійно за значні кошти створив власний багатоцільовий літак-амфібію AVIC AG600, сертифікація якого завершується 2024 року.

### Співпраця з Індією
На початку 2010-х років Військово-морські сили Індії визначили потребу в 12-18 літаках-амфібіях US-2, призначених для пошуково-рятувальних операцій, з орієнтовним бюджетом 1,65 мільярда доларів США. Берегова охорона Індії також розглядала можливість придбання трьох таких літаків для спеціалізованого використання. Деякі з цих амфібій планувалося розмістити на Андаманських і Нікобарських островах. Придбання ліцензійної угоди на місцеве складання амфібій зменшило б витрати на складання на 25 % проти витрат в Японії. Переговори між Індією та Японією розпочалися 2011 року.
Літак-амфібію US-2 представили на виставці Defexpo India 2012. Коли в жовтні 2016 року ShinMaywa знизила ціну за літак приблизно до 113 мільйонів доларів США, очікувалося підписання контракту на купівлю літаків «US-2» в листопаді 2016 року, яке відклав тодішній міністр оборони Індії Манохар Паррікар. У березні 2018 року посол Японії в Індії зазначив, що обговорення тривають, проте 2021 року переговори зайшли в глухий кут через розбіжності щодо ціни літака.

### Інші потенційні клієнти— Індонезія, Таїланд, Греція
Зацікавленість у придбанні амфібій ShinMaywa US-2 виявили також Таїланд, Індонезія та Греція. Завдяки додатковим замовленням ціна за літак могла б бути знижена і це зробило б його набагато привабливішим для потенційних покупців. Потенційним клієнтом могла стати Індонезія, яка, занепокоєна посиленням китайської військової присутності в Південнокитайському морі, розглядала можливість партнерства у виробництві US-2, що могло б позиціонувати її як конкурента Індії за участь у ліцензійній програмі.
Придбанням японських амфібій US-2 для морського патрулювання Таїланд прагне посилити свої можливості в патрулюванні, боротьбі з підводними човнами та зміцнити оборонну співпрацю з Японією. Після руйнівних лісових пожеж у грецькому регіоні Аттика 2018 року грецький уряд розглядав можливість придбання кількох літаків US-2 протипожежної модифікації для оновлення свого парку застарілих протипожежних літаків Bombardier 415.
Через обмежені виробничі потужності компанії ShinMaywa буде важко постачати US-2 для будь-кого, крім основного замовника — Морських сил самооборони Японії, тому дозвіл виробляти літаки за ліцензією в іншій країні може розв'язати проблему й здешевити літак.

### Співпраця з Силами спецоперацій США
Командування спеціальних операцій США (USSOCOM) виявило зацікавленість у співпраці з компанією ShinMaywa з метою розроблення амфібії на базі Lockheed Martin C-130J, що було одним із пріоритетів Командування протягом років. Зацікавленість USSOCOM у власних гідролітаках обумовлена тим, що американські військові намагаються пристосувати свої сили до потенційного конфлікту в регіоні Західної частини Тихого океану — території, яка характеризується величезними просторами відкритої води та численними невеликими островами з мінімально розвиненою інфраструктурою. USSOCOM ще 2001 року повідомила про свою потребу мати літак-амфібію, найімовірніше на основі модифікації транспортного літака Lockheed Martin MC-130J (МАС). Пізніше USSOCOM повідомило про план оснастити MC-130J поплавками-понтонами, щоб перетворити їх на гідролітаки. Проте, основним недоліком цієї концепції гідролітака MC-130J є те, що його фюзеляж буде стояти так високо над рівнем водної поверхні, що задня вантажна рампа та бічні двері будуть розташовані на такій висоті, яка унеможливить виконання операцій на воді, особливо за відсутності крана, що мав би спускати невеликі човни на воду чи піднімати їх в літак. Якщо ж понтони могли б баластувати під воду так, щоб літак міг зануритися у воду нижньою частиною фюзеляжу, капсула інфрачервоної камери переднього виду (FLIR), яка розташована під носовою частиною фюзеляжу, опинилася б в агресивному середовищі морської води, що загрожувало б її чутливій електроніці та оптиці. Крім того, приводнення цього гідролітака ускладнювалося б високим розташуванням кабіни пілотів над водою. Можливо тому, як повідомив у травні 2021 року виконавчий директор програми полковник ВПС США Кеннет Кюблер через інженерні проблеми трансформації MС-130J в гідролітак було досягнуто лише помірного прогресу. Наприкінці серпня 2022 року USSOCOM повідомляло про відсутність проєкту MAC у бюджеті Міністерстві оборони США. Таким чином, фактичний статус гідролітака-амфібії MC-130J (МАС) для USSOCOM на цей період залишався невизначеним і невідомим, як і те, чи буде він зрештою реалізовуватися для інших підрозділів — ВМС США, Берегової охорони США.

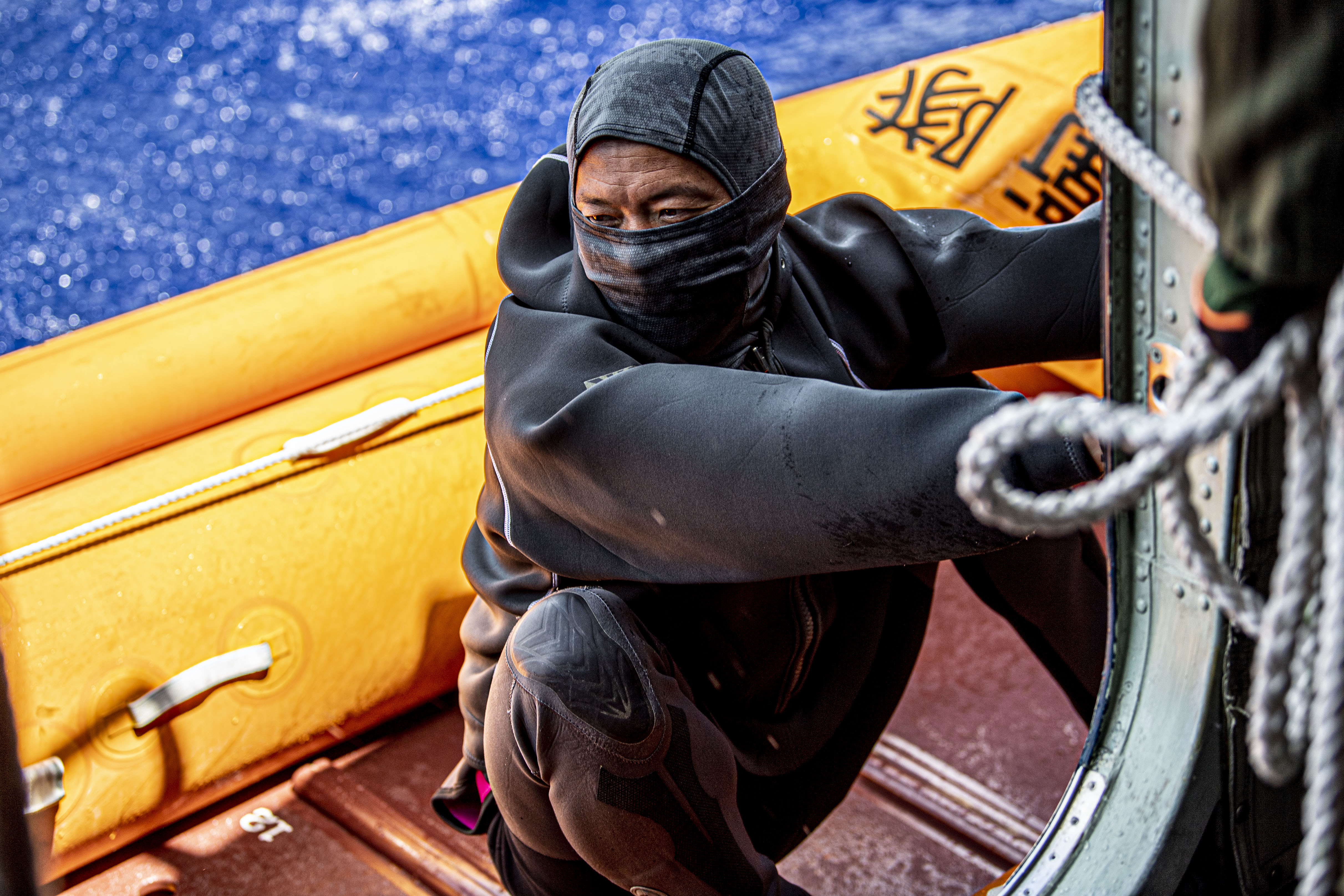
Плавець-рятувальник Морських сил самооборони Японії з 71-ї авіаційно-рятувальної ескадрильї входить на борт «ShinMaywa US-2» з рятувального човна, «Cope North 22», остров Тініан, 14 лютого 2022 р.

У лютому 2022 року представники Командування спеціальних операцій Повітряних сил США (AFSOC), льотчики ВПС США познайомилися з амфібією ShinMaywa US-2 під час навчань «Cope North 2022», які відбувалися в Азійсько-Тихоокеанському регіоні на авіабазі ВПС США Андерсен з 2 по 18 лютого за участю ВПС Австралії, Японії та Сполучених Штатів (приблизно 3500 військовослужбовців і 130 літаків). Учасники навчань пройшли спільну підготовку, зосереджуючись на залученні великих сил бойових ВПС, гуманітарній допомозі та підготовці до ліквідації наслідків стихійних лих для підвищення оперативної сумісності між повітряними силами США, Австралії та Японнії.
Підтвердженням гострої зацікавленості Повітряних сил спеціальних операцій США в досвіді Японії з її морським літаком ShinMaywa US-2 стало направлення генерал-майора Еріка Гілла для переговорів з представниками Військово-морських Сил Самооборони Японії про літак-амфібію ShinMaywa US-2. Проблеми, пов'язані зі створенням американської амфібії, і новини про американо-японське партнерство в цій програмі, свідчили про ймовірність придбання USSOCOM перевірених практикою ShinMaywa US-2.
Інша річ, наскільки надійним буде US-2, модифікований для потреб служби в США, з додатковим обладнанням, обов'язковим на військових літаках США, зокрема з системами нічного бачення, попередження про ракетний напад, викидання засобів протидії, приймачем радіолокаційних попереджень тощо. Компанія ShinMaywa запевнила, що модифікований літак буде відповідати усім вимогам AFSOC.
Попри військові функції, американські US-2 зможуть бути транспортними та пошуково-рятувальними гідролітаками, обслуговувати, дозаправляти, переозброювати та контролювати флот безпілотних надводних і підводних кораблів. У разі прийняття на озброєння Берегової охорони США, гідролітак ShinMaywa US-2 зможе застосовуватися для переслідування швидкісних плавальних засобів з метою візуального обшуку в боротьбі з контрабандою наркотиками, піратами тощо.

## Збереження виробництва літака-амфібії US-2
Незважаючи на те, що US-2 є успішною амфібією, у виробників 2024 року виникло занепокоєння щодо можливості припинення виробництва літаків унаслідок відкладення іноземних замовлень через високу вартість виробництва. В умовах наступного зниження потреби сил самооборони Японії в цих літаках перед виробником виникла проблема збереження технології та виробничих потужностей. Якщо попит продовжуватиме падати, технологія та виробництво гідролітаків, які успішно розвивалися в Японії з часів Другої світової війни, також занепадуть. Зупинити втрату технологій і виробничих потужностей може дозвіл Міністерства оборони Японії на переобладнання літаків, розроблених для оборонних цілей, для цивільного використання. 2011 року міністр оборони дав роз'яснення щодо процедур, яких слід дотримуватися для такого переобладнання. Згодом Kawasaki Heavy Industries і ShinMaywa Industries подали заявки на розкриття оборонних технологій для цивільного використання.
Хоча Морські сили самооборони Японії й далі потребували заміни своїх застарілих амфібій першої модифікції, з'явились припущення, що виробництво US-2 може бути згорнуте після того, як міністерство оборони Японії вирішило не включати витрати на придбання нового гідролітака у свій бюджетний запит на 2024 фінансовий рік, оскільки очікувалося, що висока вартість літака ще зросте через зрив іноземних замовлень та ослаблення єни. У серпні 2022 року відділ продажів і маркетингу авіаційного підрозділу ShinMaywa повідомив, що у виробництві перебуває 9-й US-2. Протягом 2023 року ShinMaywa ще продовжувала виконувати замовлення на US-2 для Морських сил самооборони Японії.
2024 року Міністерство оборони у своєму бюджетному запиті на 2025 фінансовий рік все ж таки запросило 150 мільйонів доларів на придбання одного літака US-2. Рішення про продовження замовлення на виробництво US-2 було прийнято, оскільки стало відомо, що ціна літака не зросте завдяки заходам щодо скорочення витрат, зокрема внаслідок повторного використання частин першого літака ShinMaywa US-2 за номером 9901, який відслужив свій термін експлуатації (перший політ в грудні 2003 року, після п'яти років випробувань у березні 2007 року надійшов на озброєння Морських сил самооборони Японії) й 7 серпня 2024 року його зняли з озброєння.

## Перспективи розвитку
Компанія ShinMaywa для подальшого вдосконалення можливостей амфібії ShinMaywa US-2 працює над її модернізацією з використанням аерокосмічних технологій, оскільки прагне розширити свою клієнтську базу за межі японських сил самооборони. У серпні 2024 року на симпозіумі з нерегулярних військових дій у Індо-Тихоокеанському регіоні в Гонолулу офіційні особи ShinMaywa підтвердили, що компанія опрацьовує кілька істотних модернізацій, зокрема забезпечення автоматичного нічного приводнення, збільшення вантажності за рахунок підсилення панелей підлоги та розширення дверей.
Компанія ShinMaywa передбачає такі оновлення літака US-2 :
- економічніші та потужніші двигуни, вдосконалену авіоніку, покращені системи зв'язку;
- інтеграцію сучасних давачів і радіолокаційних систем з метою розширення можливостей спостереження в місіях морського патрулювання, пошуку та порятунку, моніторингу навколишнього середовища;
- використання нових матеріалів і структурних конструкцій для зменшення загальної маси літака, збільшення вантажності, крейсерської дальності;
- модернізацію бортових систем літака так, щоб він міг виконувати функції центру командування та управління під час складних міжвідомчих операцій;
- оснащення літака спеціалізованими давачами для збору даних про навколишнє середовище, моніторинг забруднення моря, дослідження клімату, що сприятиме глобальним зусиллям із збереження навколишнього середовища.

Крім цього компанія має амбіції перетворення US-2 на платформу для впровадження таких інновацій, як технології безпілотного або автономного польоту. Використавши технології, застосовані під час проєктування та виробництва амфібії US-2, компанія створила прототипи та провела випробувальні польоти кількох безпілотних літальних апаратів. 2023 року ShinMaywa отримала п'ятирічний контракт від японського уряду на розроблення безпілотної амфібії, яка слугуватиме материнським апаратом для автономних безпілотних літальних засобів (БПЛА). Разом з компанією ShinMaywa до проєкту залучені Японське агентство з науки й технологій, Національне агентство з досліджень і розвитку та Японське агентство морських і земних наук і технологій. Проєктом передбачено створення безпілотної літальної амфібії, яка транспортуватиме, запускатиме й прийматиме БПЛА, які працюватимуть над водною поверхнею в економічній зоні Японії, особливо в середовищах високого ризику.